# Štiavnické Bane
Štiavnické Bane é um município da Eslováquia, situado no distrito de Banská Štiavnica, na região de Banská Bystrica. Tem 10,16 km² de área e sua população em 2018 foi estimada em 829 habitantes.

## Demografia
| Ano:        | 1994 | 2004   | 2014   | 2024   |
| ----------- | ---- | ------ | ------ | ------ |
| Broj ljudi: | 841  | 773    | 836    | 839    |
| Razlika:    |      | -8,08% | +8,15% | +0,35% |

| Ano:               | 2023 | 2024   |
| ------------------ | ---- | ------ |
| Número de pessoas: | 832  | 839    |
| Diferença:         |      | +0,84% |